# Ulica Szczepańska w Krakowie

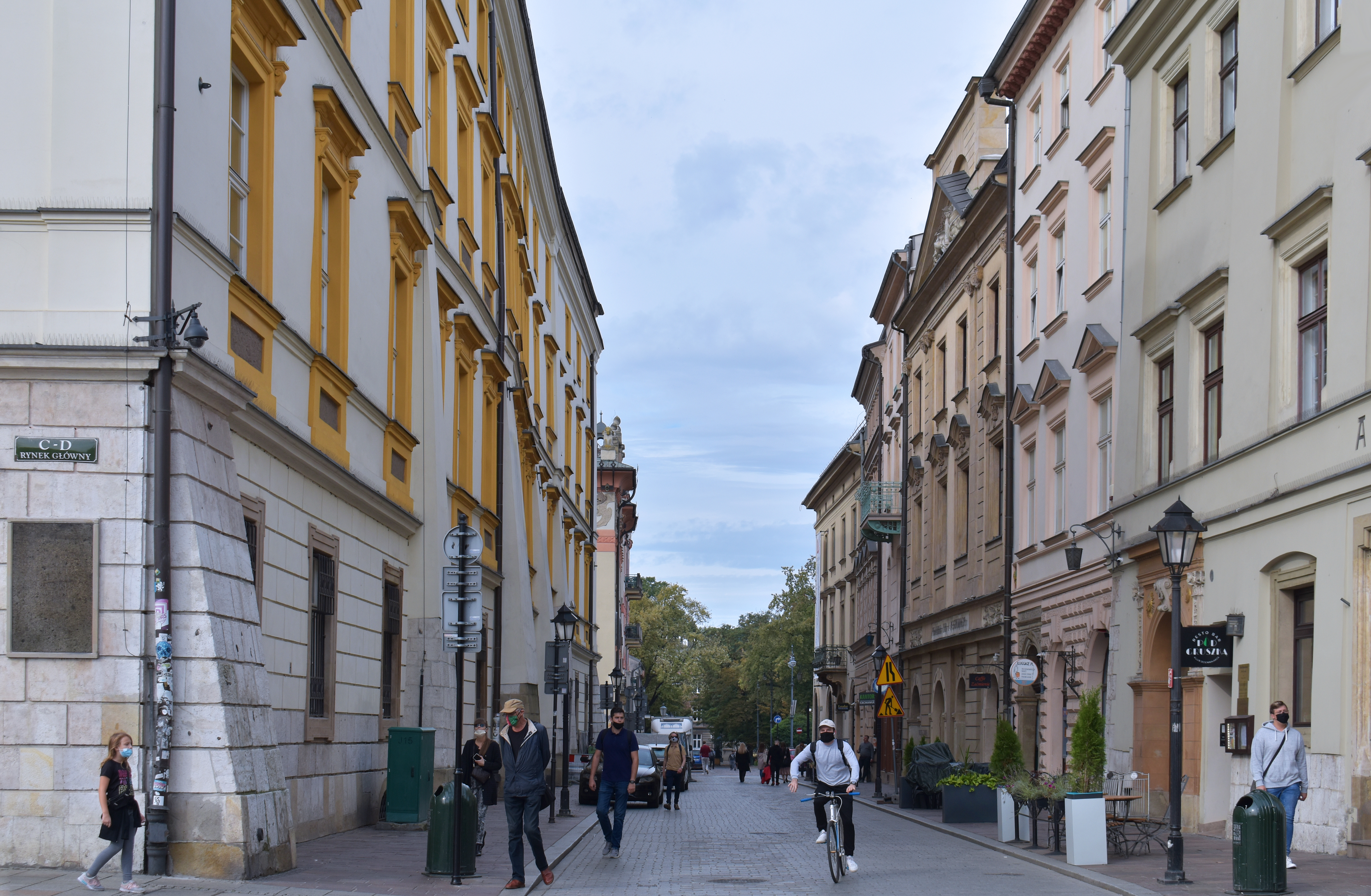
Widok z Rynku Głównego

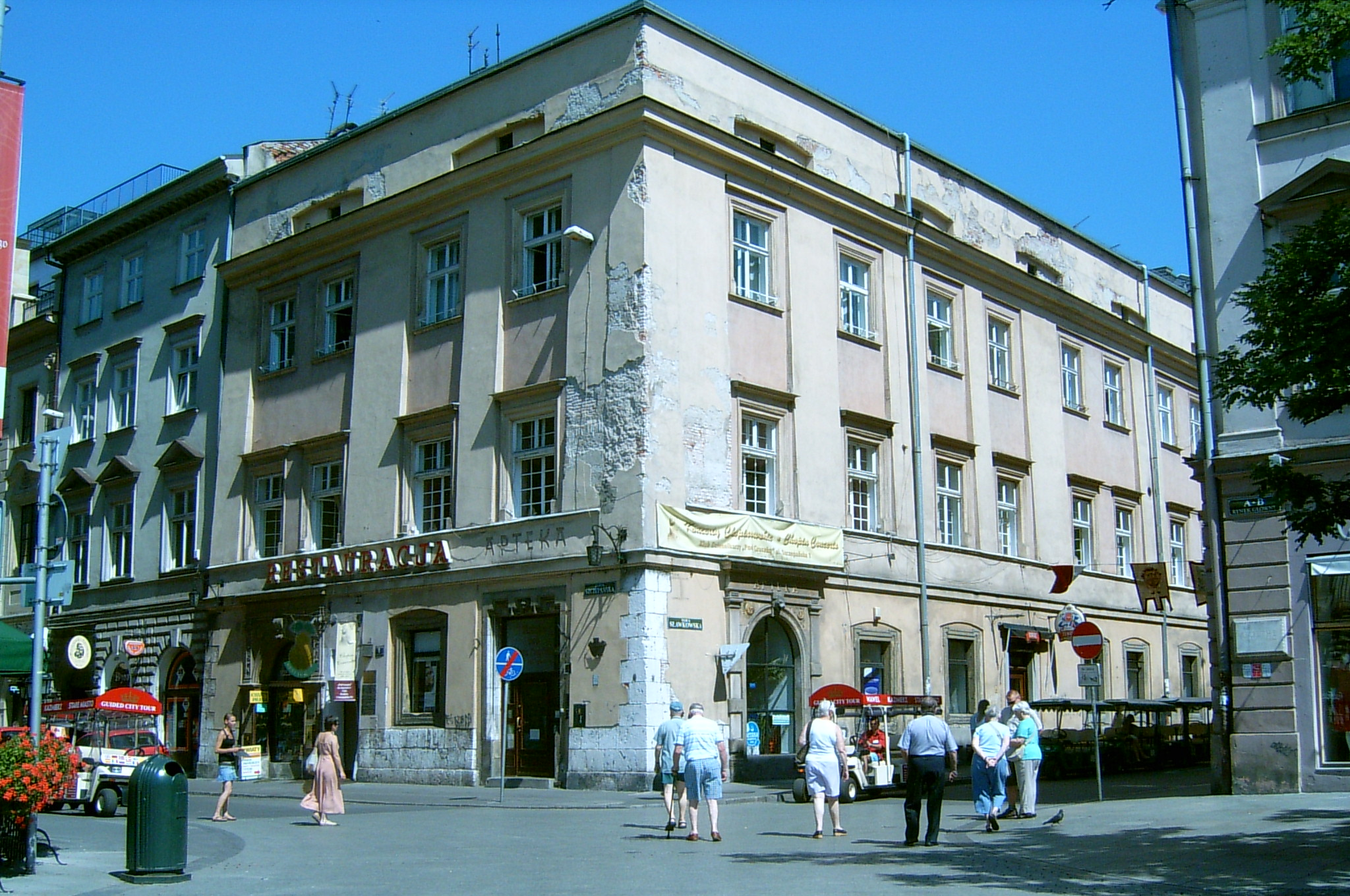
Kamienica Pod Gruszką,
ul. Szczepańska 1

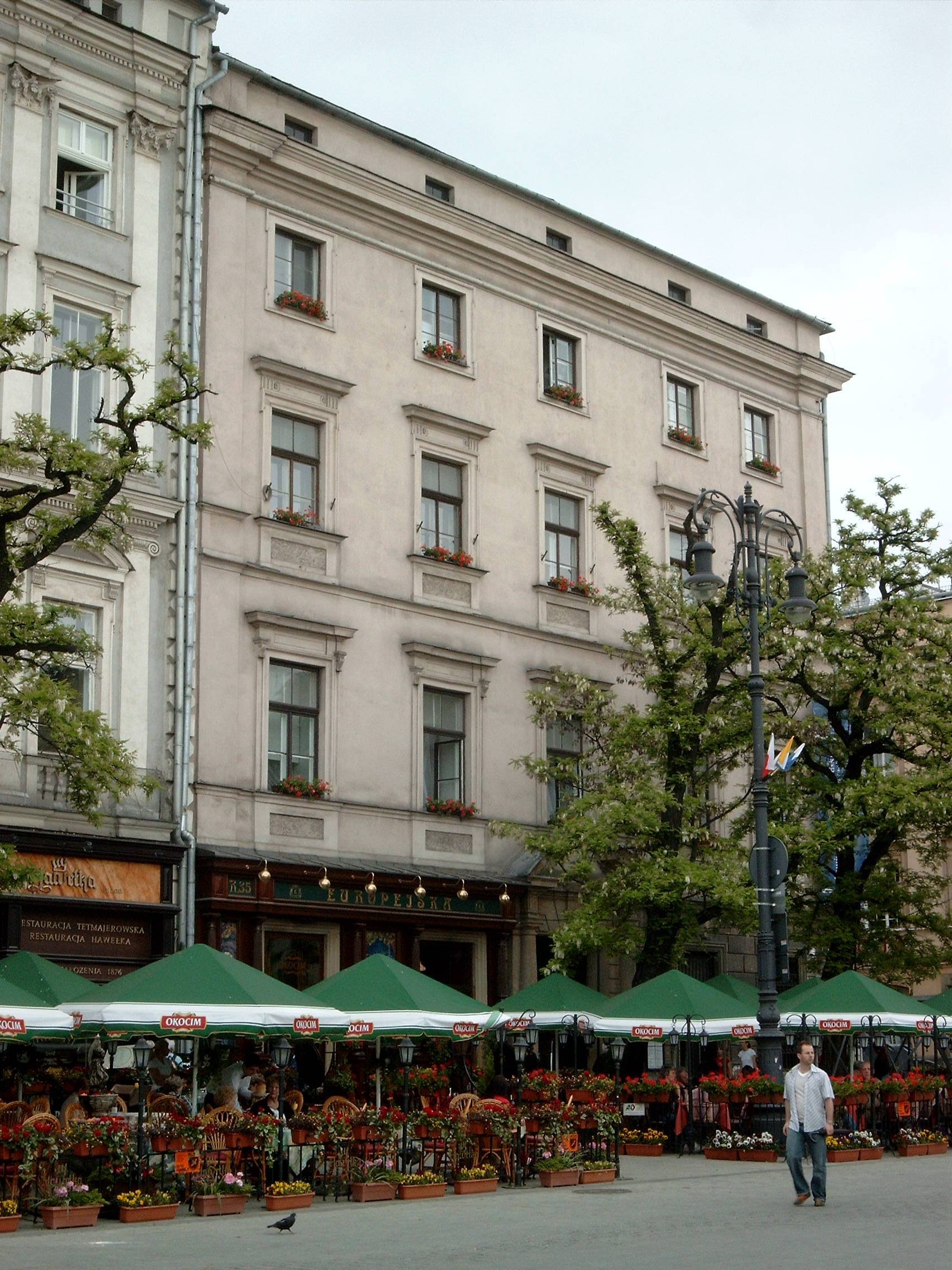
Pałac Pod Krzysztofory,
ul. Szczepańska 2

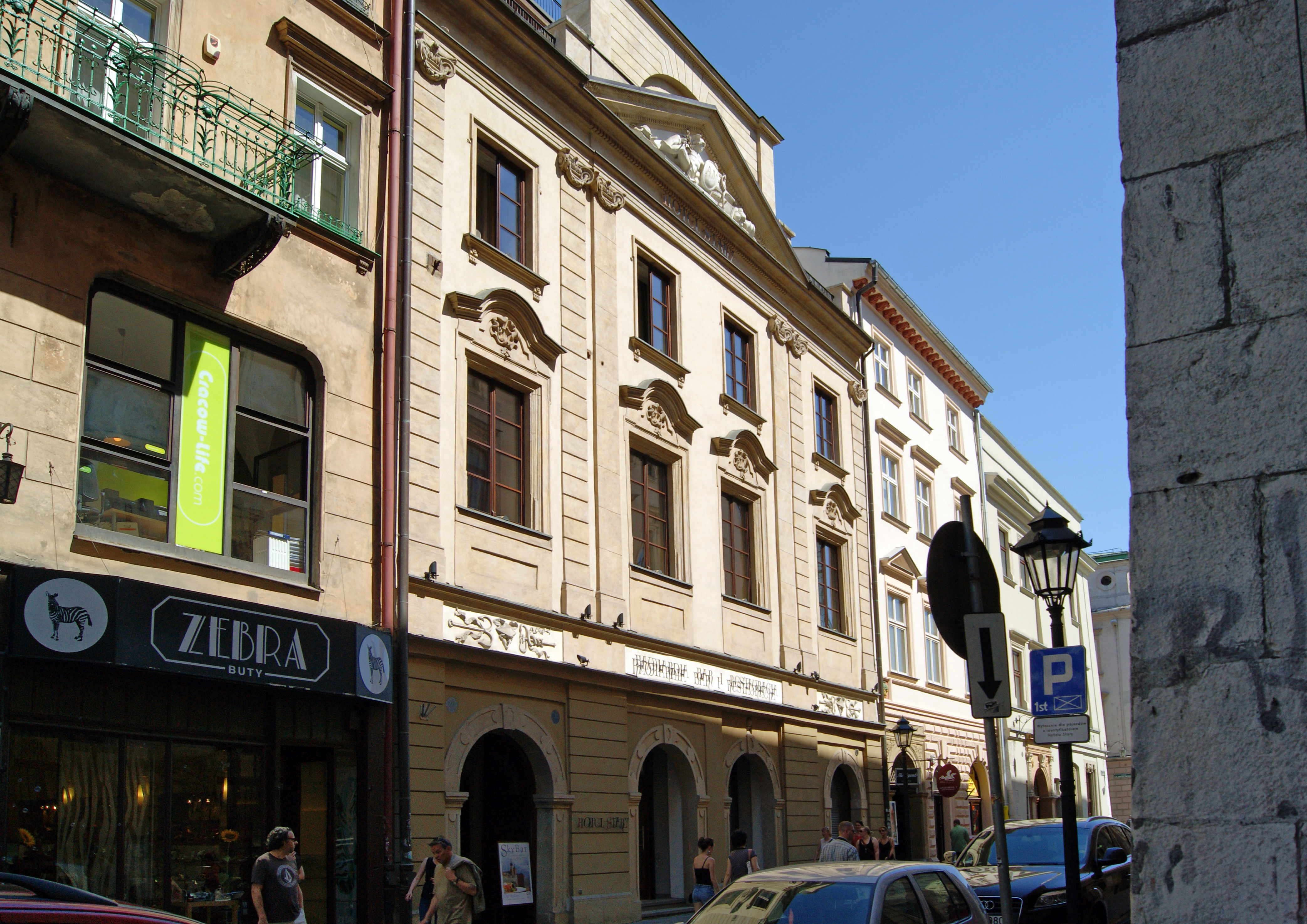
Kamienica Na Schodkach,
ul. Szczepańska 5

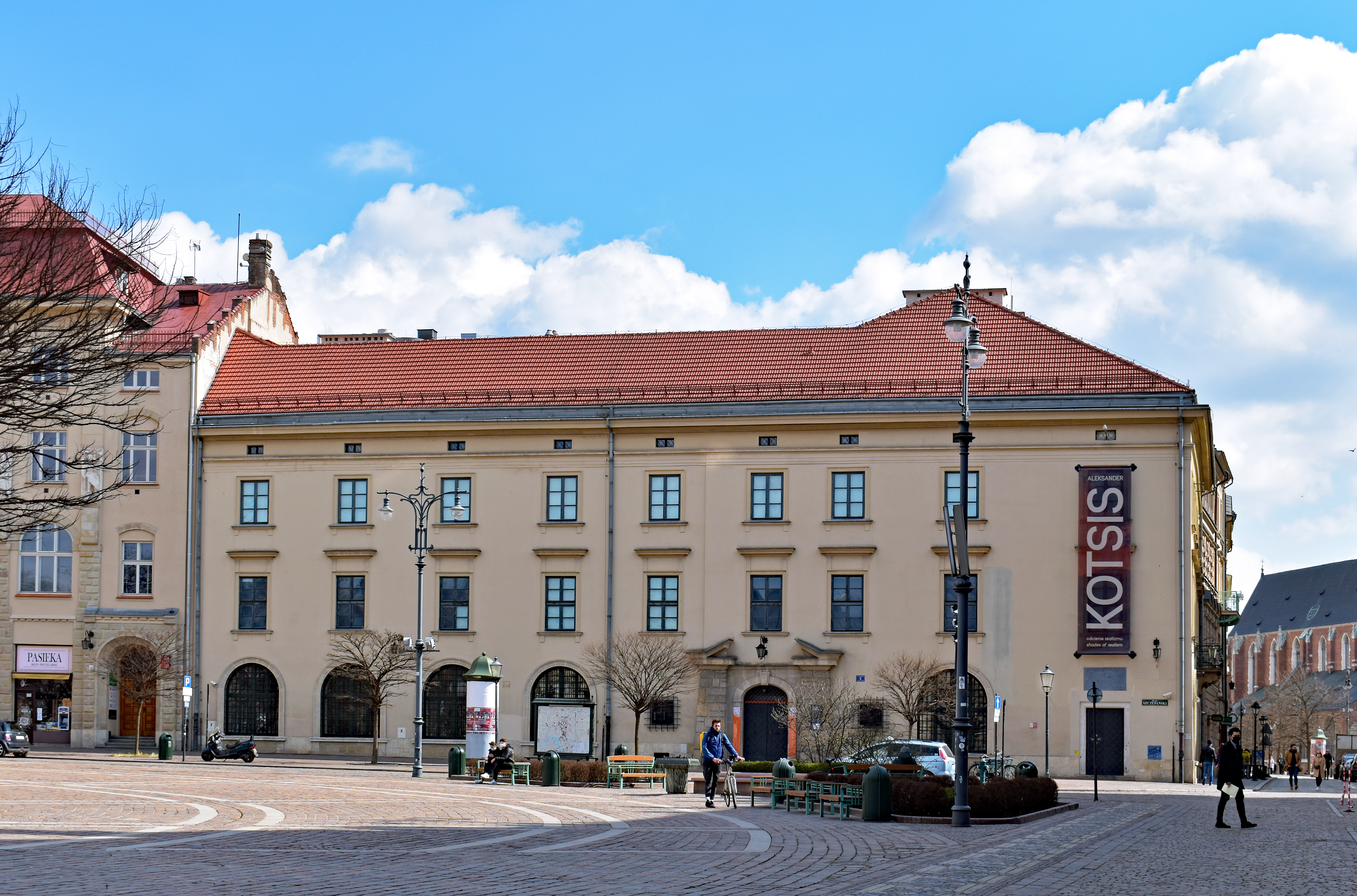
„Kamienica Szołayskich im. Feliksa Jasieńskiego”, Oddział Muzeum Narodowego w Krakowie,
ul. Szczepańska 11

Ulica Szczepańska – ulica w Krakowie, w dzielnicy I Stare Miasto prowadząca z północnego narożnika Rynku Głównego na pl. Szczepański i ul. Jagiellońską. Jest najkrótszą ulicą na Starym Mieście liczy tylko 88 metrów, po stronie nieparzystej znajduje się 6 budynków (numerów), po stronie parzystej tylko dwa. Jest także jedną z najstarszych. Wytyczona została w 1257 roku, podczas lokacji Krakowa.
Nazwa ulicy pochodzi od stojącego dawniej na środku obecnego placu Szczepańskiego kościoła św. Szczepana. Już w najstarszych księgach Krakowa ulica Szczepańska występuje pod tą właśnie nazwą. Niejednokrotnie jednak nazywano ją błędnie: ulicą św. Stefana, a w XVI wieku także Żydowską (gdyż w okolicy tej mieszkali niegdyś Żydzi).

## Wybrane budynki

### pod nr 1, Kamienica „Pod Gruszką”
Kamienica „Pod Gruszką” była w wieku XIV własnością rodziny Morsztynów. W roku 1386 Jadwiga (przyszły król Polski) miała tu ponoć odwiedzać swego ukochanego, księcia austriackiego Wilhelma Habsburga, z którym nie mogła się związać, ze względu na ślub z Jagiełłą. W 1951 w czasie wizyty w Krakowie premier Józef Cyrankiewicz podarował kamienicę dziennikarzom. Po generalnym remoncie kamienica stała się domem dziennikarza z restauracją i miejscem spotkań środowiska. Wewnątrz kamienicy zachowane zostały gotyckie wnętrza. Najbardziej znanym pomieszczeniem jest Sala Fontanowska. Jej nazwa pochodzi od XVII-wiecznego artysty – Baltazara Fontany. Ozdobił on wspomnianą salę stiukami na polecenie jednego z właścicieli – chorążego Andrzeja Żydowskiego. W jednej części można zauważyć gotyckie sklepienie żebrowe pod dekoracją stiukową. Na ścianach znajdują się XVIII-wieczne holenderskie kafelki. Te zabytkowe wnętrza są uznawane za jedne najpiękniejszych wnętrz świeckich w Polsce. Na parterze kamienicy znajduje się apteka „Pod złotym Tygrysem”. Obok niej zachował się XVI-wieczny renesansowy portal (obecnie będący witryną kwiaciarni). Na pierwszym piętrze znajduje się obecnie Klub Dziennikarski (Klub Stowarzyszenia Dziennikarzy RP Pod Gruszką) oraz restauracja. Na drugim piętrze pochodzącym z XVIII wieku znajduje się biuro Centrum Kopernika Badań Interdyscyplinarnych.

### pod nr 2, Pałac „Pod Krzysztofory”
Pałac „Pod Krzysztofory” jest jednym z najznakomitszych i najokazalszych krakowskich miejskich pałaców. Na przestrzeni wieków pałac gościł wiele znakomitych osobistości, m.in.: królów Jana Kazimierza, Michała Korybuta Wiśniowieckiego oraz Stanisława Augusta Poniatowskiego, a także księcia Józefa Poniatowskiego, który przebywał tu w roku 1809. Nazwa pałacu pochodzi od patrona średniowiecznej kamienicy, która niegdyś znajdowała się w tym miejscu – Św. Krzysztofa. W przeciągu wieków kamienica ta zmieniała swoich właścicieli: w XIV wieku była własnością rodu Spycymirów, a w XV wieku przeszła w ręce rodziny Morsztynów wpływowej rodziny kupieckiej, której własnością była również kamienica „Pod Gruszką”.
W drugim kwartale XVII wieku, z inicjatywy marszałka nadwornego koronnego Adama Kazanowskiego, rozpoczęto prace budowlane na tym obszarze. Połączono gotyckie kamienice usytuowane na rogu Rynku Głównego i ulicy Szczepańskiej. W latach 1682–1684 na zlecenie ówczesnego właściciela, Wawrzyńca Jana Wodzickiego, dokonano zasadniczej przebudowy budynku. Pracami kierował architekt Jakub Solari. Pozostałościami to tej przebudowie są: piękna arkadowa loggia, tworzona przez pięć łuków, wspartych na podwójnych toskańskich kolumnach, w układzie palladiańskim.
Na pierwszym piętrze znajdują się komnaty różniej wielkości w układzie amfiladowym. Wnętrza ozdobione zostały wspaniałymi stiukami Baltazara Fontany (zdobił on również wnętrza kamienicy „Pod Gruszką”).
W roku 1773 pałac stał się własnością biskupa krakowskiego Kajetana Sołtyka, a pod koniec XVIII wieku nabył go starosta Brzegowski Jacek Kluszewski (współtwórca teatru krakowskiego). W lutym 1846, podczas powstania krakowskiego, miał tu siedzibę Rząd Narodowy z Janem Tyssowskim na czele. W okresie Wiosny Ludów (1848) spotykali się tu przedstawiciele Komitetu Obywatelskiego, a później Komitetu Narodowego w Krakowie. W 1914 w pałacu mieściło się biuro werbunkowe Legionów Polskich, jak również biura Naczelnego Komitetu Narodowego (NKN), a w 1965 pałac przekazano Muzeum Historycznemu Miasta Krakowa. Obecnie znajduje się tam stała ekspozycja „Z dziejów i kultury Krakowa” oraz wystawy czasowe.

### pod nr 11, Kamienica Szołayskich
Zabytkowa Kamienica Szołayskich została podarowana Muzeum Narodowemu przez Włodzimierę i Adama Szołayskich w 1904 roku, znajduje się oddział Muzeum Narodowego w Krakowie. 
.

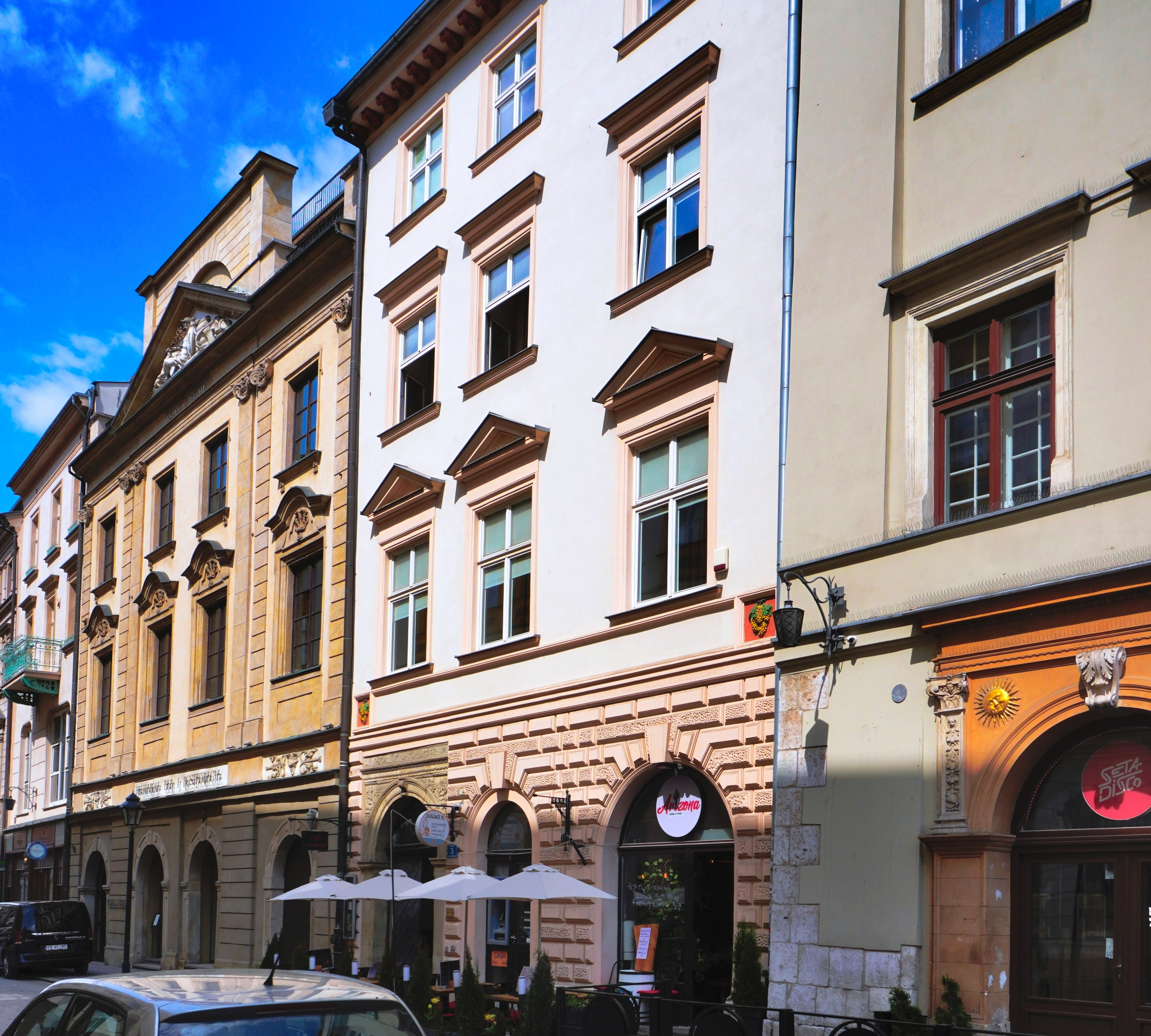
ul. Szczepańska 3 Kamienica Mierzejewskich
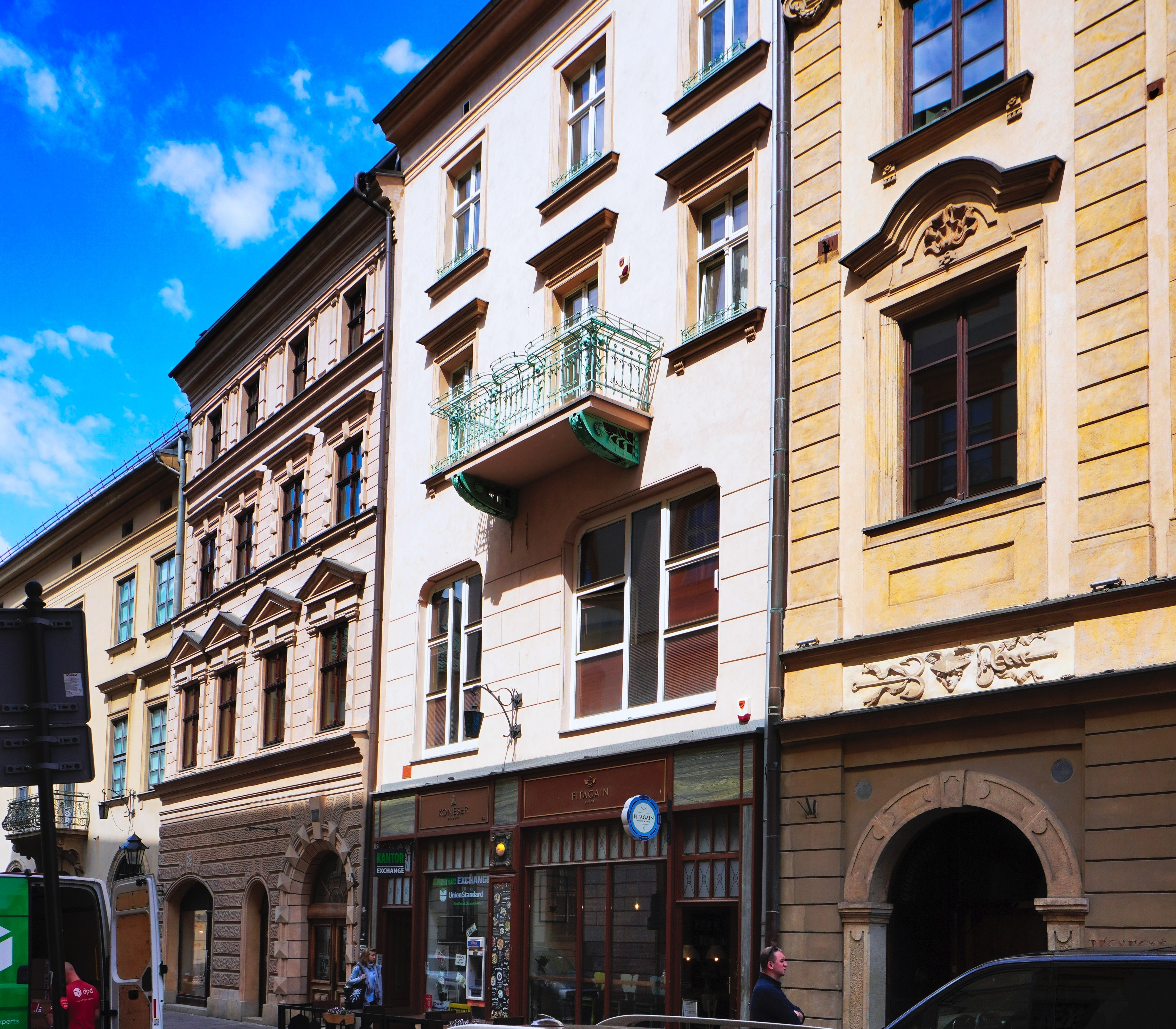
ul. Szczepańska 7 Zabytkowa kamienica